# 135e bataillon de tirailleurs sénégalais
Le 135e Bataillon de Tirailleurs Sénégalais (ou 135e BTS) est un bataillon français des troupes coloniales.

## Création et différentes dénominations
- 07/11/1918: Formation du 135e Bataillon de Tirailleurs Sénégalais à partir des 92e (Dakar) et 94e Bataillons de Tirailleurs Sénégalais
- 01/04/1919: Le 135e BTS devient le 1er bataillon du 17e Régiment de Tirailleurs Sénégalais

## Chefs de corps
- 26/11/1918: Capitaine Fox
- 07/01/1919: Commandant Laugelot
- 29/01/1919: Capitaine Fox

### Sources et bibliographie
Mémoire des Hommes